# Microgoniella pudica
Microgoniella pudica är en insektsart som beskrevs av Fabricius 1803. Microgoniella pudica ingår i släktet Microgoniella och familjen dvärgstritar. Inga underarter finns listade i Catalogue of Life.